# Japhet Uutoni
Japhet Uutoni (født 29. juni 1979) er en namibisk amatørbokser, som konkurrerer i vægtklassen let-fluevægt. Uutoni fik sin olympiske debut, da han repræsenterede Namibia under Sommer-OL 2008. Her blev han slået ud i ottendedelsfinalen af Łukasz Maszczyk fra Polen i samme vægtklasse. Han vandt en guldmedalje under Commonwealth Games i 2006 i Melbourne.